# Canton (Kansas)
Canton es una ciudad ubicada en el condado de McPherson en el estado estadounidense de Kansas. En el año 2010 tenía una población de 748 habitantes y una densidad poblacional de 575,38 personas por km².

## Geografía
Canton se encuentra ubicada en las coordenadas 38°23′14″N 97°25′40″O / 38.38722, -97.42778 (38.387129, −97.427853).

## Demografía
Según la Oficina del Censo en 2000 los ingresos medios por hogar en la localidad eran de $34,808 y los ingresos medios por familia eran $45,357. Los hombres tenían unos ingresos medios de $30,556 frente a los $20,588 para las mujeres. La renta per cápita para la localidad era de $16,428. Alrededor del 4.8% de la población estaban por debajo del umbral de pobreza.